# Опатица из пакла 2
Опатица из пакла 2 (енгл. The Nun II) амерички је хорор филм из 2023. године, у режији Мајкла Чавеса, по сценарију Ијана Голдберга, Ричарда Наинга и Акеле Купер. Наставак је филма Опатица из пакла (2018) и девети део франшизе Универзум Призивања зла. Своје улоге из првог филма понављају Таиса Фармига, Јонас Блоке и Бони Аронс, којима су се придружиле Сторм Рид и Ана Поплвел.
Приказан је 8. септембра 2023. године у САД, односно 7. септембра исте године у Србији. Зарадио је преко 268 милиона долара широм света и добио помешане рецензије критичара, који су га сматрали побољшањем у односу на претходника.

## Радња
Прати сестру Ирену док се поново суочава са демоном Валаком.

## Улоге
| Глумац             | Улога           |
| ------------------ | --------------- |
| Таиса Фармига      | сестра Ирена    |
| Јонас Блоке        | Френчи          |
| Сторм Рид          | сестра Дебра    |
| Ана Поплвел        | Кејт            |
| Бони Аронс         | Опатица         |
| Кејтлин Роуз Дауни | Софи            |
| Сузана Бертиш      | мадам Лоран     |
| Дејвид Хорович     | кардинал Конрој |